# Norman Taurog
Norman Taurog (Chicago, Illinois, Estats Units, 23 de febrer de 1899 − Rancho Mirage, Califòrnia, Estats Units, 7 d'abril de 1981) va ser un director de cinema i guionista estatunidenc.
Va quedar cec d'un ull quan dirigia Double Trouble amb Elvis Presley el 1967 i va quedar completament cec dos anys més tard.

## Biografia
Norman Taurog va participar per primera vegada el 1912 en una pel·lícula muda com a actor. L'oncle de l'estrella de cinema Jackie Cooper va exercir com a director a partir de 1920, feina a la que va dedicar a Hollywood 48 anys, dirigint 128 pel·lícules. El 1931 va ser guardonat amb l'oscar al millor director per la pel·lícula Skippy i va ser nominat el 1939 per Forja d'homes'. Es va especialitzar en pel·lícules amb nens en el paper principal, especialment amb el seu nebot Jackie Cooper.
També va dirigir nombroses comèdies musicals, algunes de les millors dels anys 1950 de Jerry Lewis i Dean Martin. En els anys 1960 va dirigir diverses comèdies amb Elvis Presley com a protagonista.
Norman Taurog va estar casat fins a la seva mort el 1944 amb Susan Ream.

## Filmografia[3]

### Director
Codirigides amb Larry Semon
- 1920: The Fly Cop
- 1920: School Days
- 1920: The Stage Hand
- 1920: The Suitor
- 1921: The Sportsman
- 1921: The Hick
- 1921: The Bakery
- 1921: The Rent Collector
- 1921: The Fall Guy
- 1921: The Bell Hop
- 1922: The Sawmill
- 1922: The Show
- 1922: A Pair of Kings

En solitari

#### Anys 1920
| - 1922: The Fresh Kid - 1922: Aladdin - 1923: The Fourflusher - 1923: The Mummy - 1923: The Yankee Spirit - 1923: Uncle Bim's Gifts - 1923: Watch Papa - 1923: Running Wild - 1923: Oh! What a Day! - 1923: Hot Sparks - 1923: Under Covers - 1923: Film Foolish - 1923: Aggravatin' Mama - 1924: Flying Finance - 1924: Oh! Min! - 1924: Midnight Blues - 1924: There He Goes - 1924: Hot Air - 1924: Pigskin - 1924: Wild Game - 1924: Andy's Hat in the Ring - 1924: Fast and Furious - 1924: Andy's Stump Speech - 1924: What a Night! - 1924: Motor Mad - 1925: Step Lightly - 1925: Hello, Hollywood - 1925: Wide Awake - 1925: Hello Goodbye | - 1925: Andy in Hollywood - 1925: Rough and Ready - 1925: The Cloudhopper - 1925: Going Great - 1925: Below Zero - 1925: Pleasure Bound - 1925: Spot Light - 1925: On Edge - 1925: Cheap Skates - 1926: Lickety Split - 1926: Careful Please - 1926: Nobody's Business - 1926: Mr. Cinderella - 1926: Creeps - 1926: Nothing Matters - 1926: Here Comes Charlie - 1926: Honest Injun - 1926: Move Along - 1926: Jolly Tars - 1926: The Humdinger - 1926: Teacher, Teacher - 1926: Movieland - 1927: Howdy Duke - 1927: Drama Deluxe - 1927: Somebody's Fault - 1927: The Draw-Back - 1927: Breezing Along - 1927: Her Husky Hero | - 1927: Goose Flesh - 1927: His Better Half - 1927: Plumb Dumb - 1927: Up in Arms (curtmetratge) - 1927: At Ease - 1927: Kilties - 1927: New Wrinkles - 1927: The Little Rube - 1927: Papa's Boy - 1928: The Ghetto - 1928: At It Again - 1928: Cutie - 1928: Always a Gentleman - 1928: Between Jobs - 1928: Blazing Away - 1928: Slippery Head - 1928: Rah! Rah! Rah! - 1928: Blondes Beware - 1928: A Home Made Man - 1928: Listen Children - 1929: The Diplomats - 1929: Lucky Boy - 1929: In Holland - 1929: The Medicine Men - 1929: Knights Out - 1929: Hired and Fired - 1929: All Steamed Up - 1929: Detectives Wanted |

#### Anys 1930
| - 1930: Plastered - 1930: Meet the Boyfriend - 1930: Troopers Three - 1930: Sunny Skies - 1930: Hot Curves - 1930: Follow the Leader - 1931: It Might Be Worse - 1931: Finn and Hattie - 1931: Skippy - 1931: Cab Waiting - 1931: Newly Rich | - 1931: Huckleberry Finn - 1931: Sooky - 1932: Hold 'Em Jail - 1932: The Phantom President - 1932: If I Had a Million - 1933: A Bedtime Story - 1933: The Way to Love - 1934: Hollywood Rhythm - 1934: We're Not Dressing - 1934: Mrs. Wiggs of the Cabbage Patch - 1934: College Rhythm | - 1935: The Big Broadcast of 1936 - 1936: Strike Me Pink - 1936: Rhythm on the Range - 1936: Reunion - 1937: Fifty Roads to Town - 1937: You Can't Have Everything - 1938: Mad About Music - 1938: The Adventures of Tom Sawyer - 1938: Boys Town - 1938: The Girl Downstairs - 1939: Lucky Night |

| - 1940: Broadway Melody of 1940 - 1940: Young Tom Edison - 1940: Gold Rush Maisie - 1940: Little Nellie Kelly - 1941: Men of Boys Town - 1941: Married Bachelor - 1941: Design for Scandal - 1942: Are Husbands Necessary? - 1942: A Yank at Eton - 1943: Presenting Lily Mars - 1943: Girl Crazy - 1946: The Hoodlum Saint - 1947: The Beginning or the End - 1948: The Bride Goes Wild - 1948: Big City - 1948: Words and Music - 1949: That Midnight Kiss | - 1950: Please Believe Me - 1950: The Toast of New Orleans - 1950: Mrs. O'Malley and Mr. Malone - 1951: Rich, Young and Pretty - 1952: Sempre n'hi cap un altre (Room for One More) - 1952: Jumping Jacks - 1952: The Stooge - 1953: The Stars Are Singing - 1953: The Caddy - 1954: Living It Up - 1954: Light's Diamond Jubilee (TV) - 1955: You're Never Too Young - 1956: The Birds and the Bees - 1956: Pardners - 1956: Bundle of Joy - 1957: The Fuzzy Pink Nightgown - 1958: Onionhead - 1959: Don't Give Up the Ship | - 1960: Un marcià a Califòrnia (Visit to a Small Planet) - 1960: G.I. Blues - 1961: All Hands on Deck - 1961: Blue Hawaii - 1962: Girls! Girls! Girls! - 1963: It Happened at the World's Fair - 1963: Palm Springs Weekend - 1965: Tickle Me - 1965: Sergeant Dead Head - 1965: Dr. Goldfoot and the Bikini Machine - 1966: Spinout - 1967: Double Trouble - 1968: Speedway - 1968: Live a Little, Love a Little |

### Guionista
- 1920: School Days, de Larry Semon, Mort Peebles i ell mateix
- 1920: The Stage Hand, de Larry Semon i ell mateix
- 1921: The Bakery
- 1921: The Rent Collector
- 1922: A Pair of Kings
- 1925: The Cloudhopper
- 1926: Careful Please
- 1926: Nobody's Business
- 1926: Nothing Matters
- 1926: Move Along
- 1927: Howdy Duke
- 1927: Drama Deluxe
- 1927: Goose Flesh
- 1927: Papa's Boy
- 1928: Always a Gentleman

## Premis i nominacions

### Premis
- 1931: Oscar al millor director per Skippy

### Nominacions
- 1938: Copa Mussolini per The Adventures of Tom Sawyer
- 1939: Oscar al millor director per Boys Town
- 1952: Lleó d'Or per Sempre n'hi cap un altre